# 阿尔图尔·拉西扎德
阿尔图尔·泰尔奥卢·拉西扎德（1935年2月26日—），出生于占贾，阿塞拜疆政治家，1996年－2003年、2003年－2018年两度出任阿塞拜疆总理。
| 前任： 伊利哈姆·阿利耶夫 | 阿塞拜疆总理 2003年－2018年 | 繼任： 諾夫魯茲·馬馬多夫 |
| 前任： 福阿德·古利耶夫   | 阿塞拜疆总理 1996年－2003年 | 繼任： 伊利哈姆·阿利耶夫 |